# Châteaux des princes de Salm-Salm
Pour les articles homonymes, voir Salm.
Les deux châteaux des princes de Salm-Salm sont situés sur la commune de Senones au nord-est du département des Vosges en région Lorraine.

## Histoire
Après avoir obtenu en 1751 la redéfinition de sa principauté de Salm-Salm, le prince Nicolas-Léopold construit en 1754 son premier château dans sa nouvelle capitale de Senones. Il a une forme de U avec deux pavillons de chaque côté à toits mansardés. La façade principale (côté ouest) et ses deux pavillons parallèles se trouvent du côté de la ville, face à l'abbaye Saint-Pierre de Senones (place Clemenceau actuelle), et la façade arrière (côté est) avec les deux communs parallèles décorés d'arcades (place Charles Thumann actuelle).
Le second château est construit entre 1773 et 1778. Il se situe au nord d'un grand parvis (place Charles Thumann actuelle) qui était prolongé de jardins à la française (remplacés aujourd'hui  par l'école de musique et deux étangs). Côté sud du parvis se trouvait le manège des chevaux. Ce second château permet au château initial d'occuper une place déterminante dans le plan urbanistique de la ville du XVIIIe siècle, lorsqu'on perce en 1781 en son milieu un passage charretier le mettant ainsi au centre d'un axe allant de l'abbaye au second château.
Avec la Révolution française, le prince Constantin Alexandre scrute avec inquiétude les bouleversements provoqués chez son grand voisin. L'échec de la fuite de la famille royale française à Varennes-en-Argonne le 21 juin 1791, le prince régnant décide de se retirer définitivement le 15 août 1791 pour gagner son château d'Anholt en Westphalie. La Ire République française annexe ensuite purement et simplement la principauté de Salm-Salm le 2 mars 1793.
Le premier château subit un réaménagement au début du XIXe siècle. En 1894, un premier incendie ravage la toiture mansardée, vite remplacée par une toiture en pavillon. Mais cent ans plus tard, en 1994, un deuxième incendie fait disparaître l'ensemble de la toiture et une grande partie des planchers. Classé aux monuments historiques le 18 décembre 1997 (passage couvert, élévation, toiture), l'édifice reste aujourd'hui éventré, ouvert aux intempéries. Une étude a été réalisée par Pierre-Yves Caillault, architecte en chef des monuments historiques, qui propose une restauration dans son état d'avant le premier incendie, complétée d'une étude d'aménagement intérieur en logements pour personnes âgées. Le château est actuellement une propriété privée.
Le second château est vendu comme bien national en 1799 et transformé en filature en 1821. il fut ensuite le centre d'apprentissage de mécanique des Manufactures de Senones. Il est classé aux monuments historiques le 19 mai 1994 (Façades, toitures, escalier avec sa cage et sa rampe en fer forgé). Propriété privée, il a été rénové et accueille actuellement des logements.

## Galerie d'images

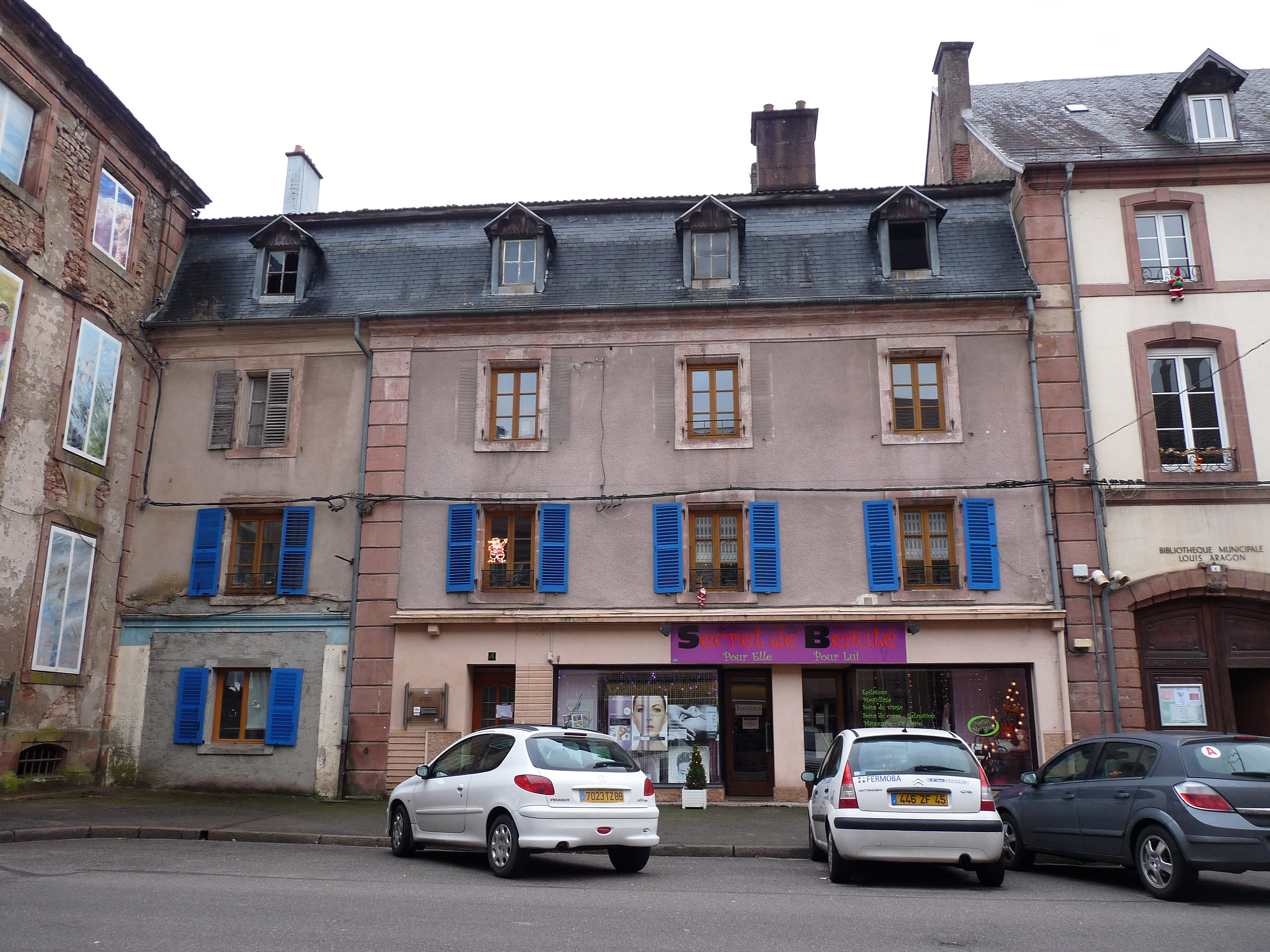
Premier château: pavillon de droite.
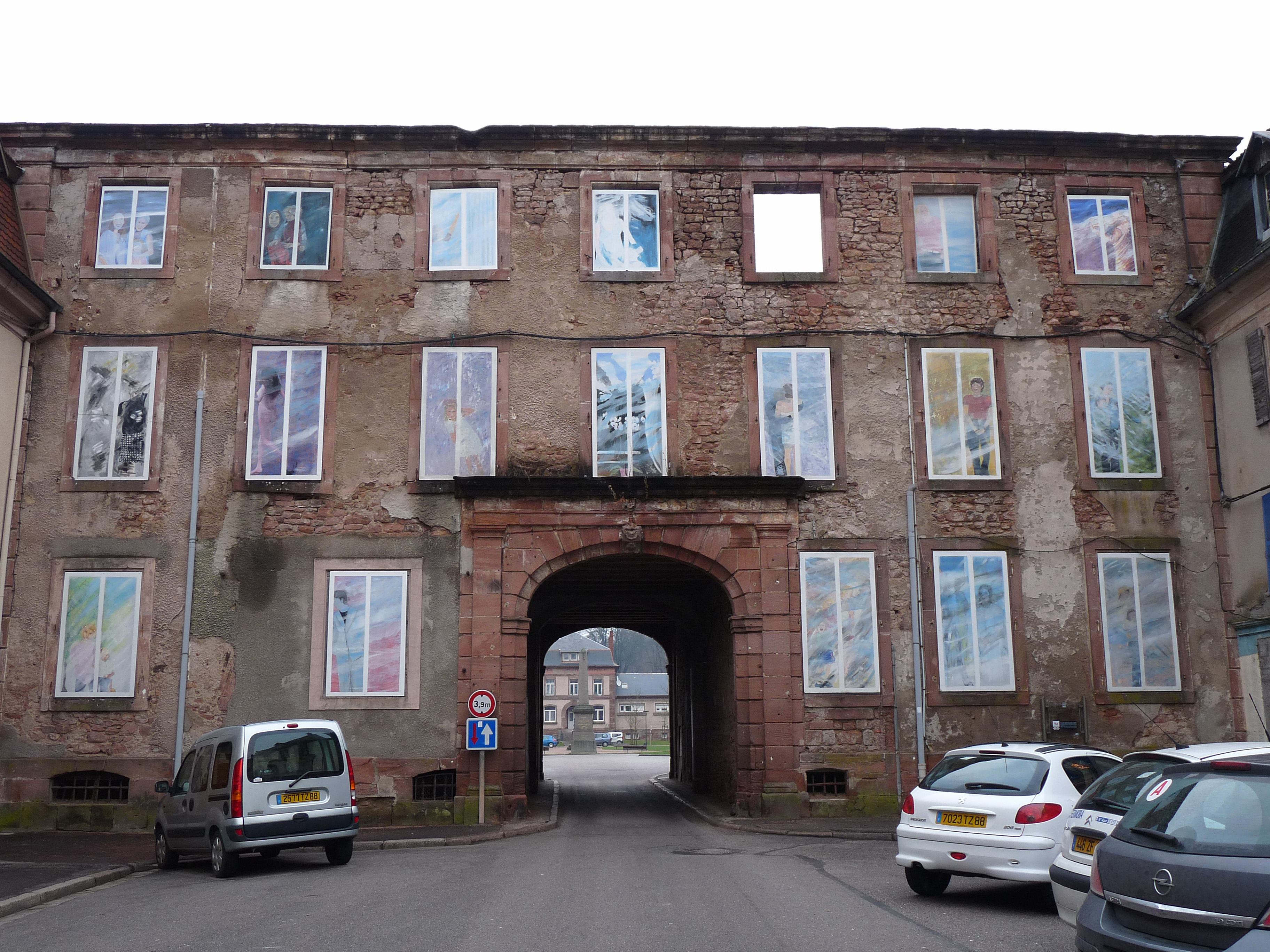
Premier château (façade ouest).
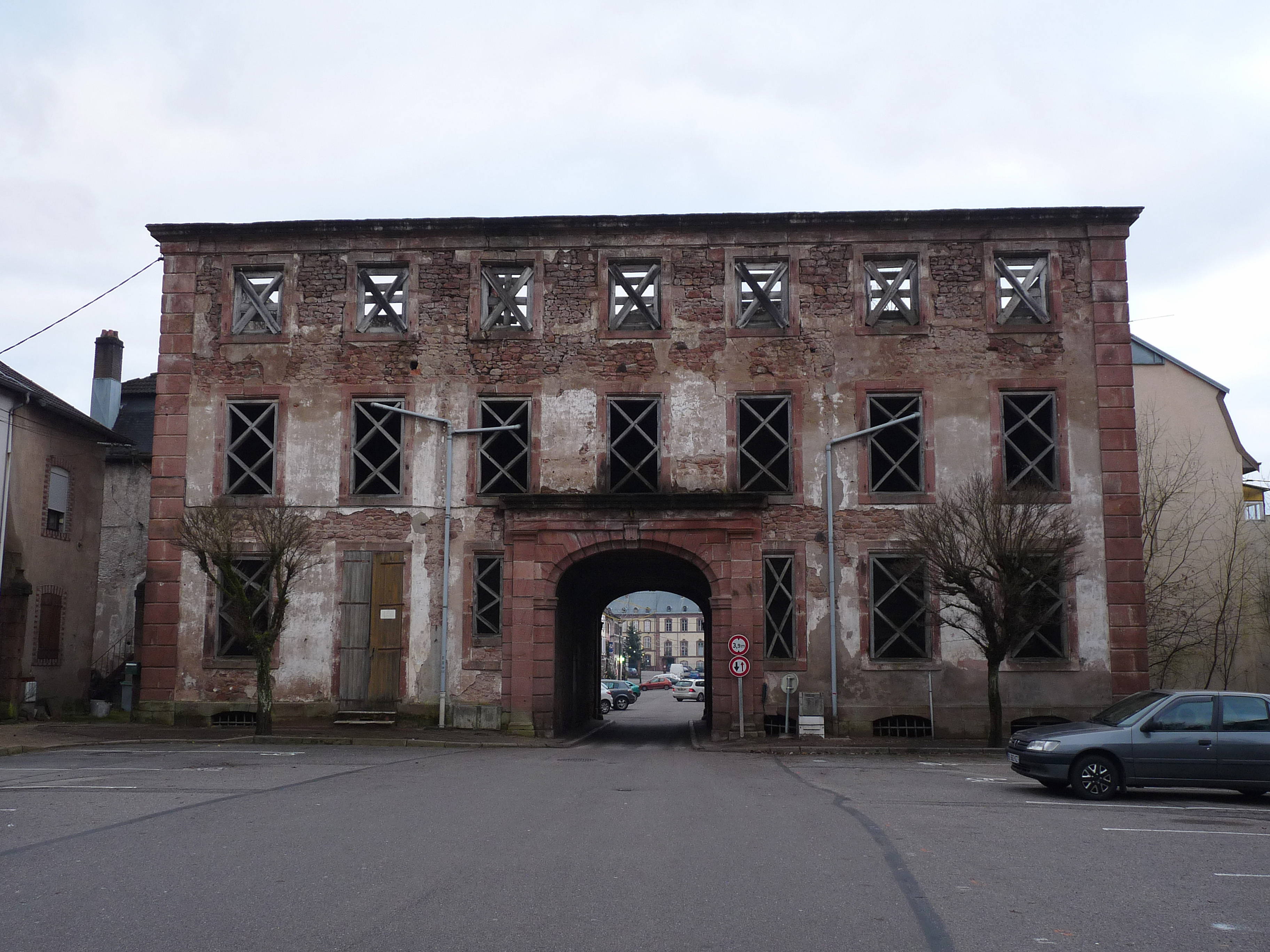
Premier château (façade est).
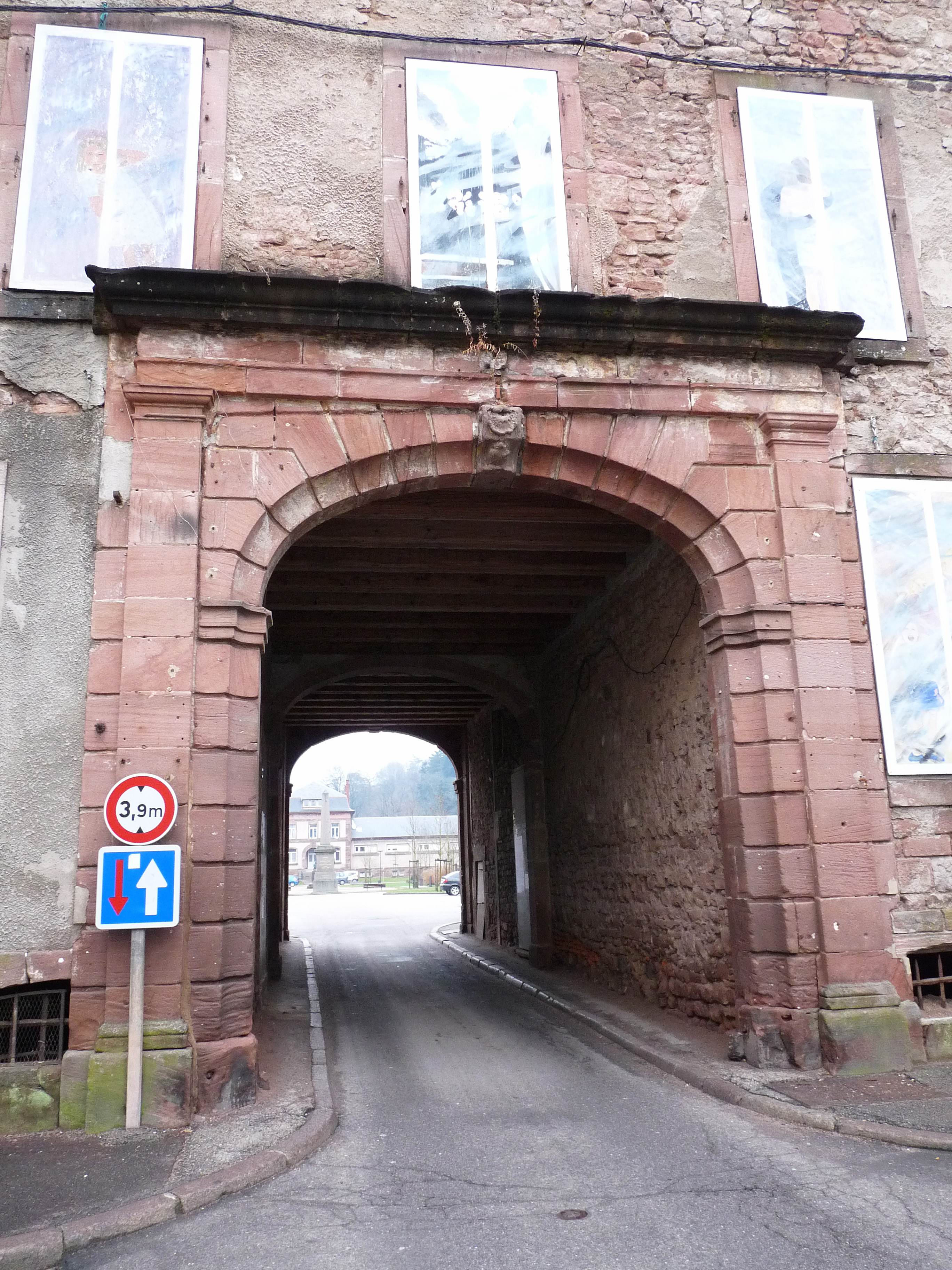
Premier château (passage charretier, côté ouest).
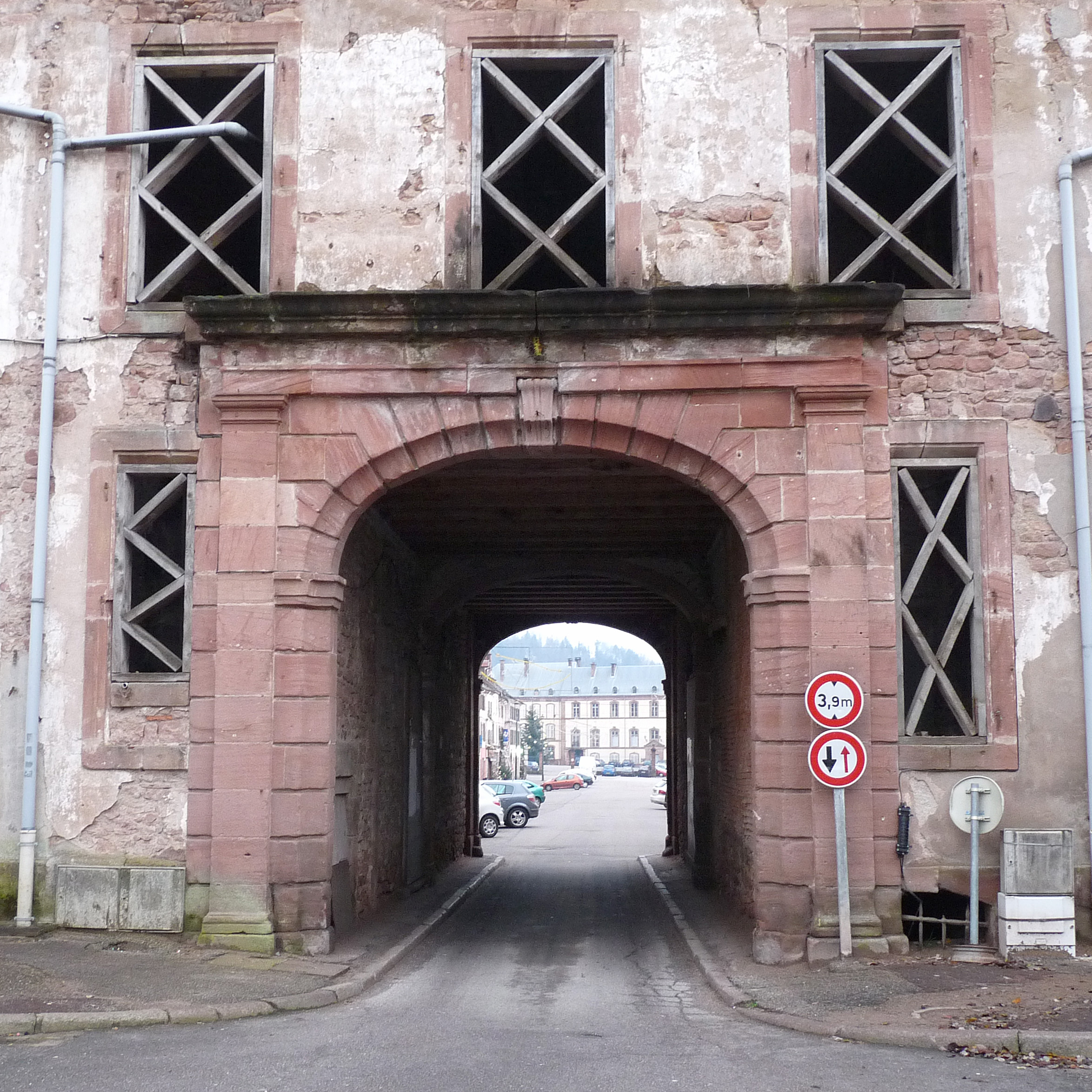
Premier château (passage charretier, côté est).
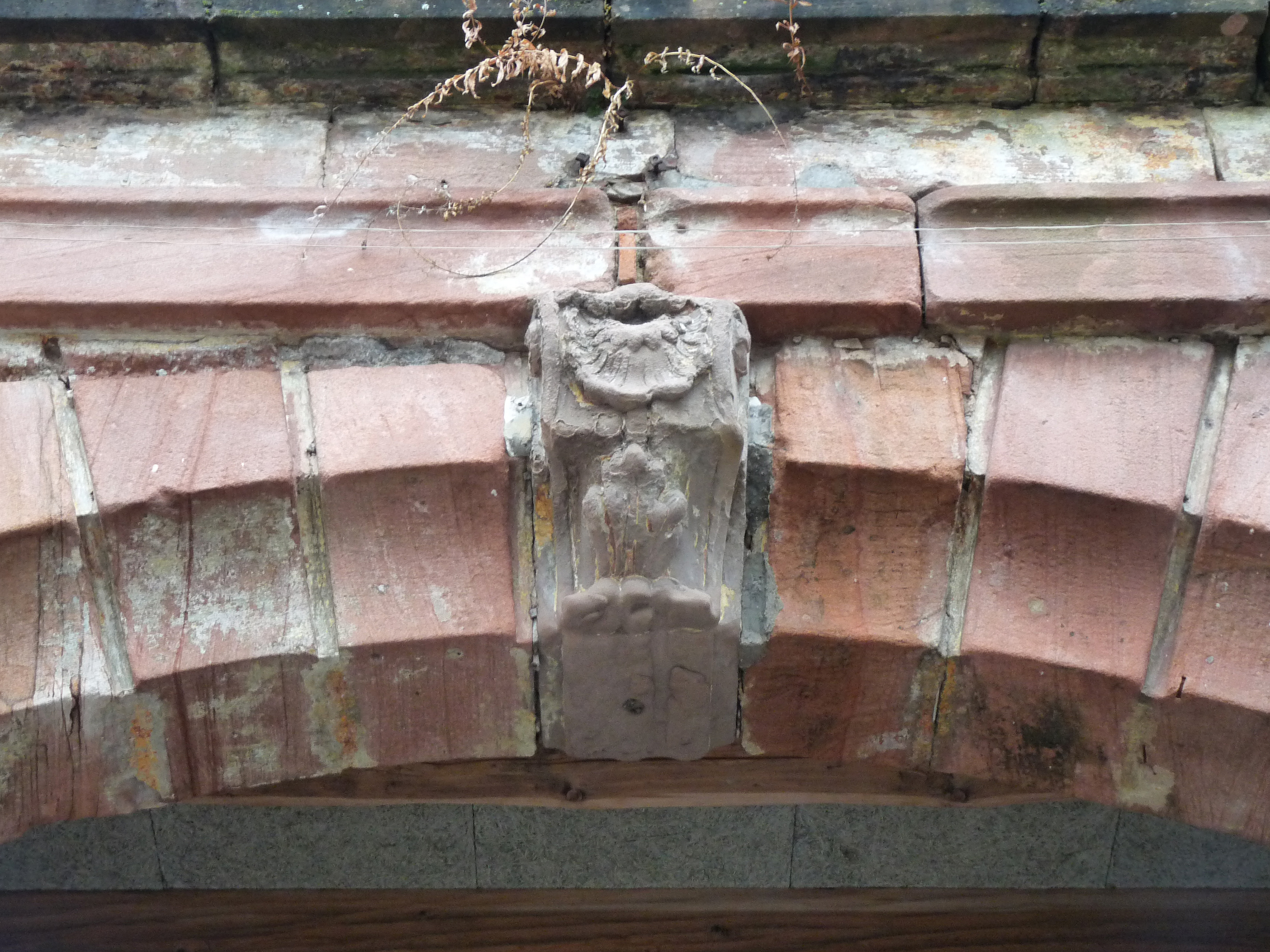
Premier château (détail au-dessus du passage charretier, côté est).
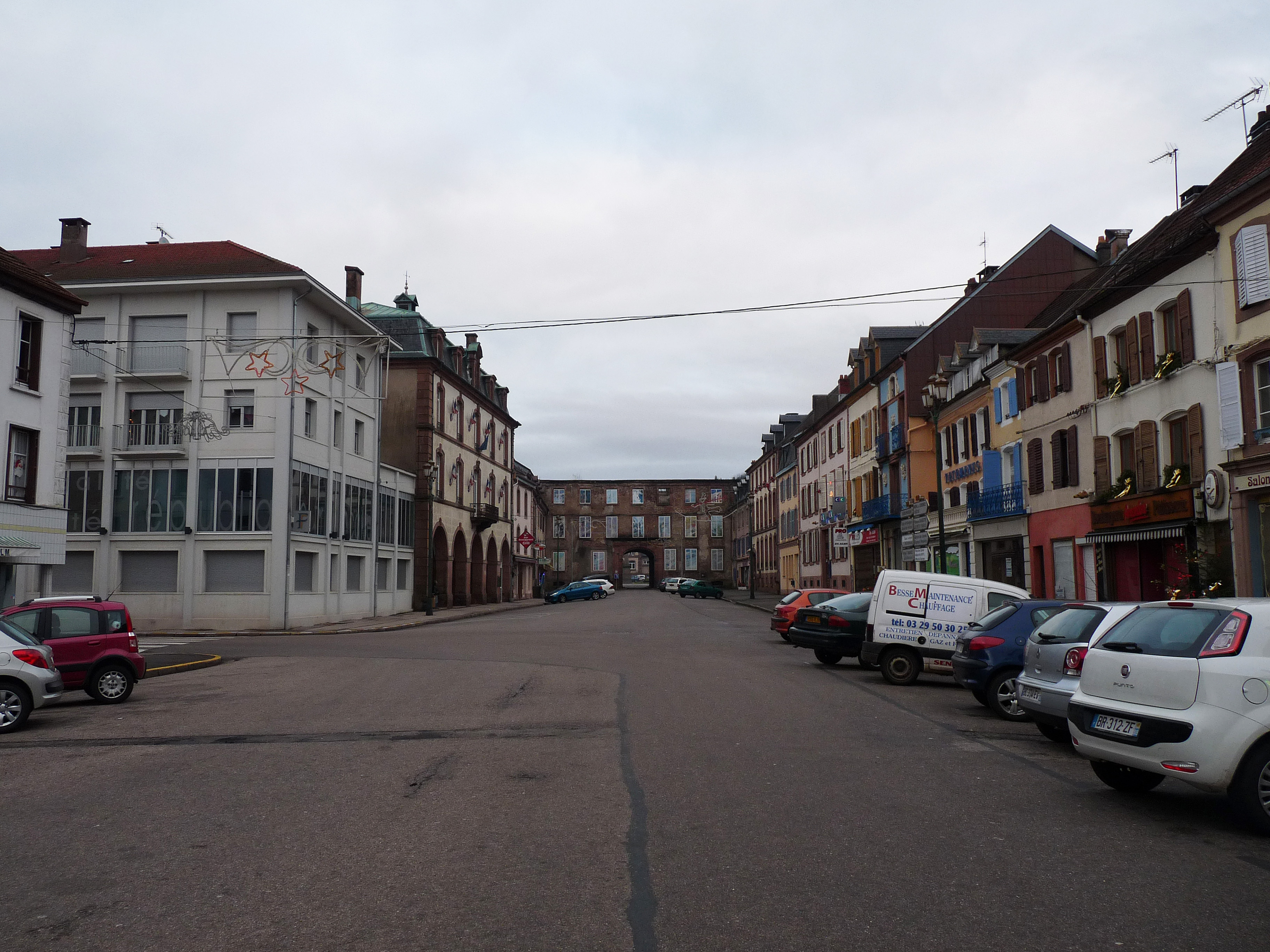
Premier château vu depuis la place Clemenceau (au fond).
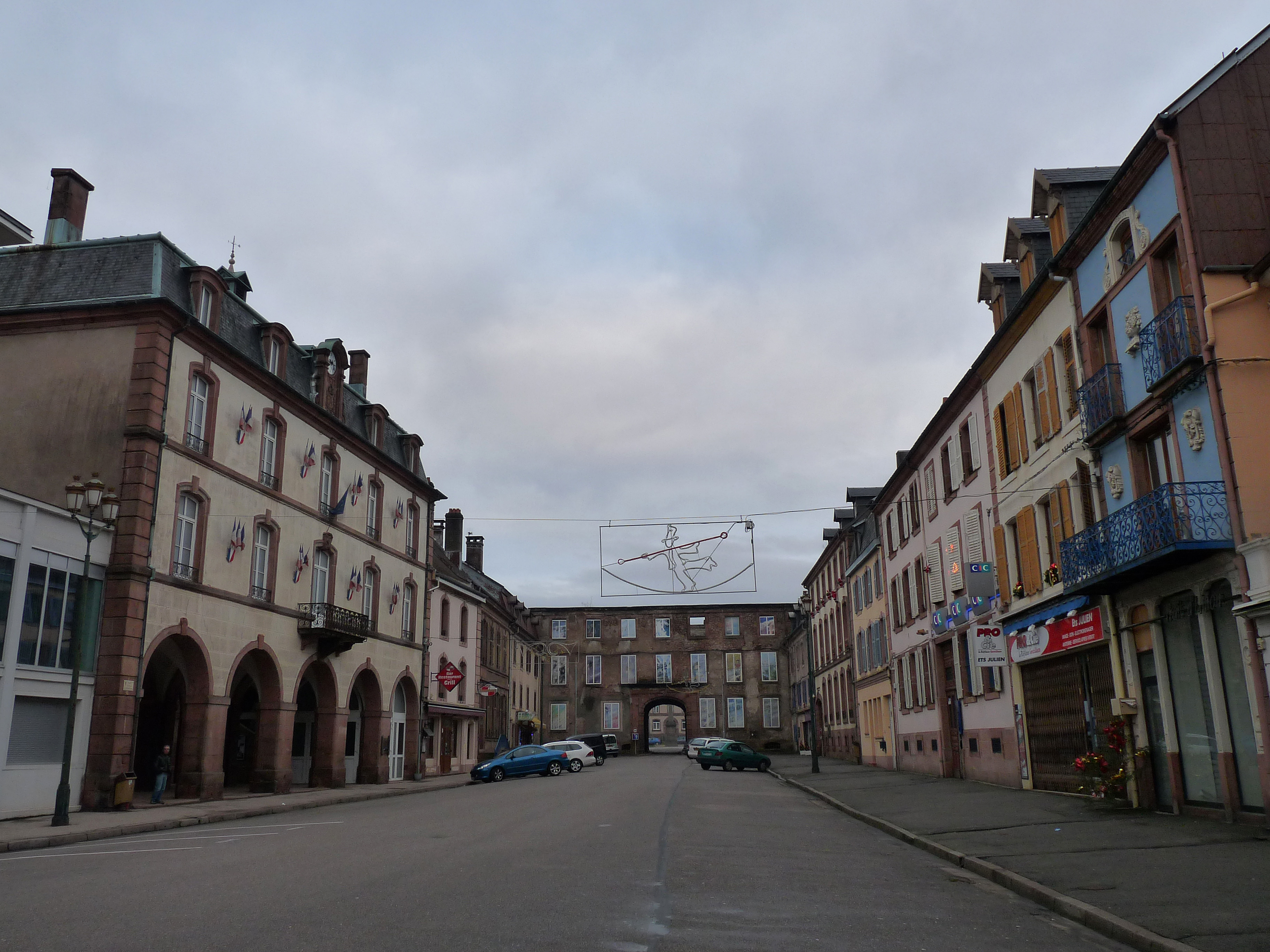
Premier château vu depuis la place Clemenceau (au fond, de plus près).
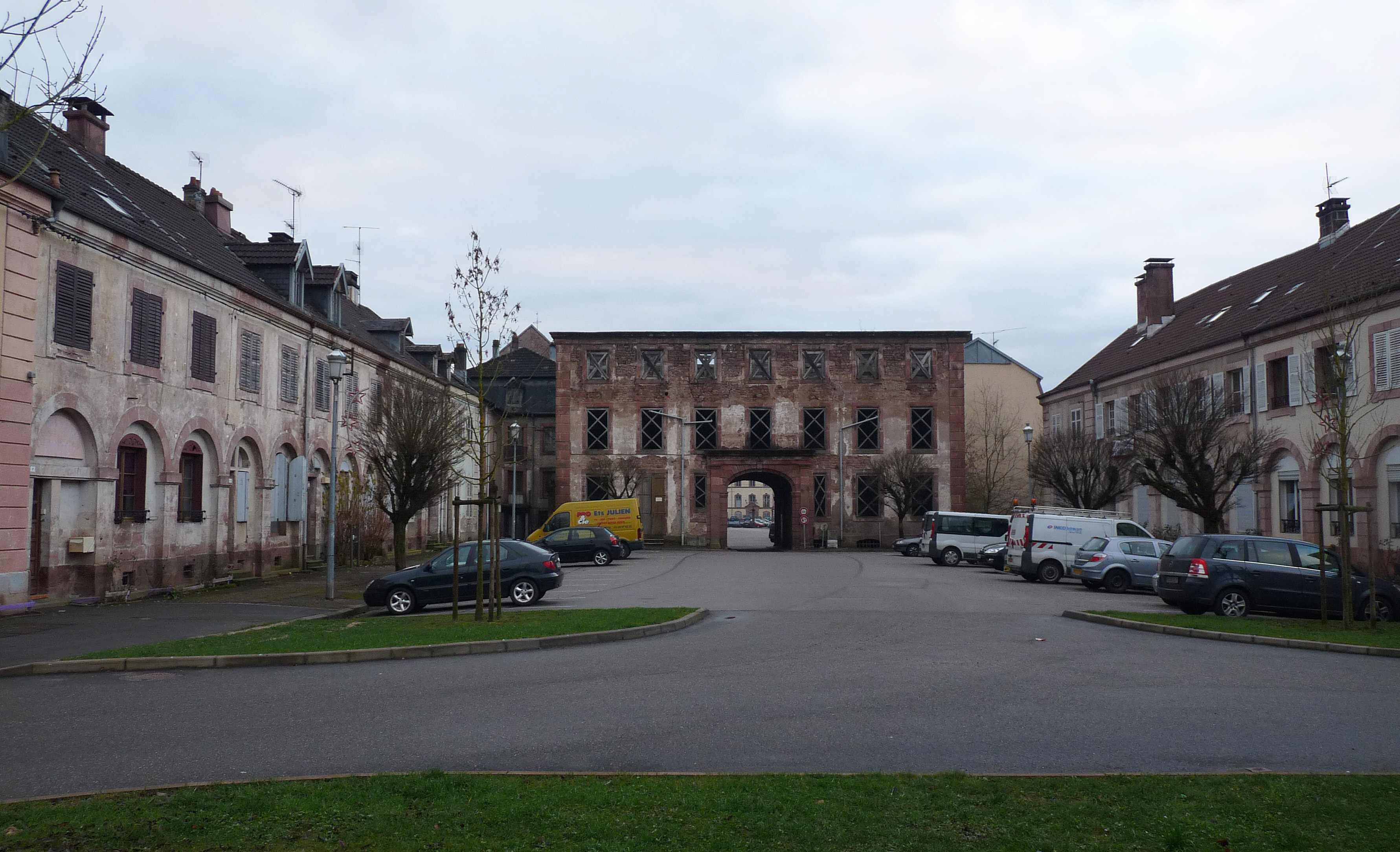
Premier château au fond (façade est) et les communs (de chaque côté).
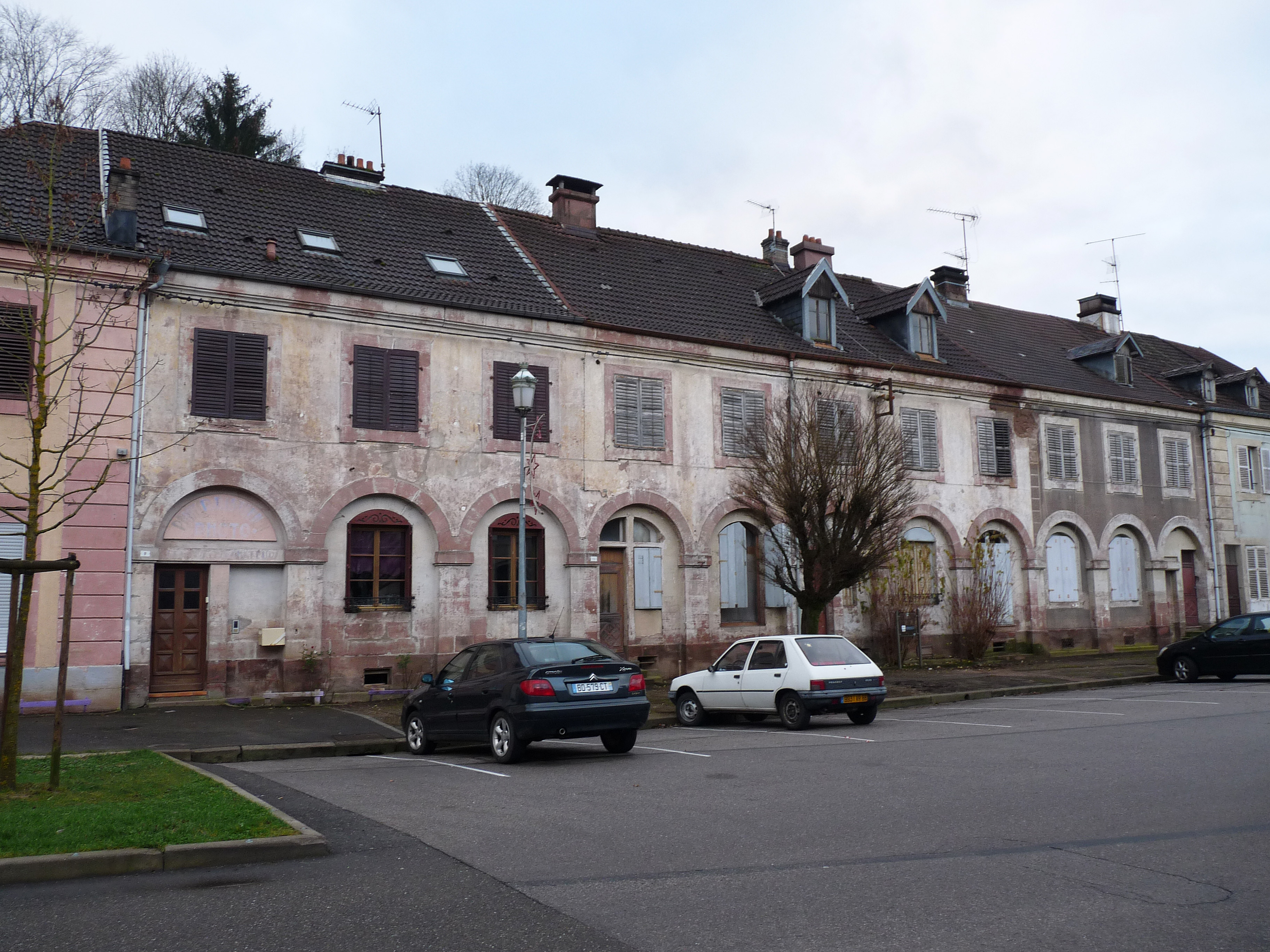
Les communs de gauche.
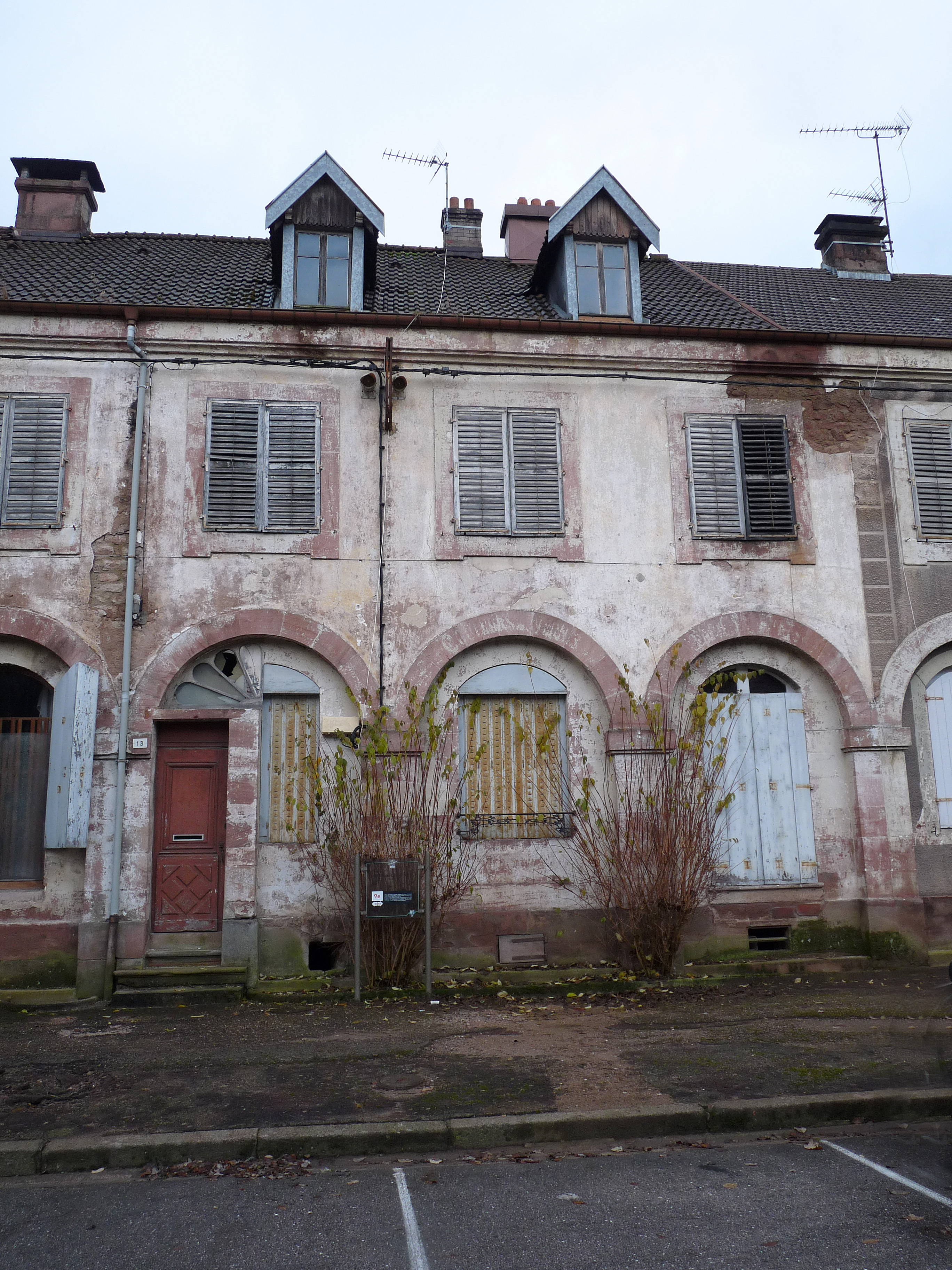
Les communs de gauche, détail).
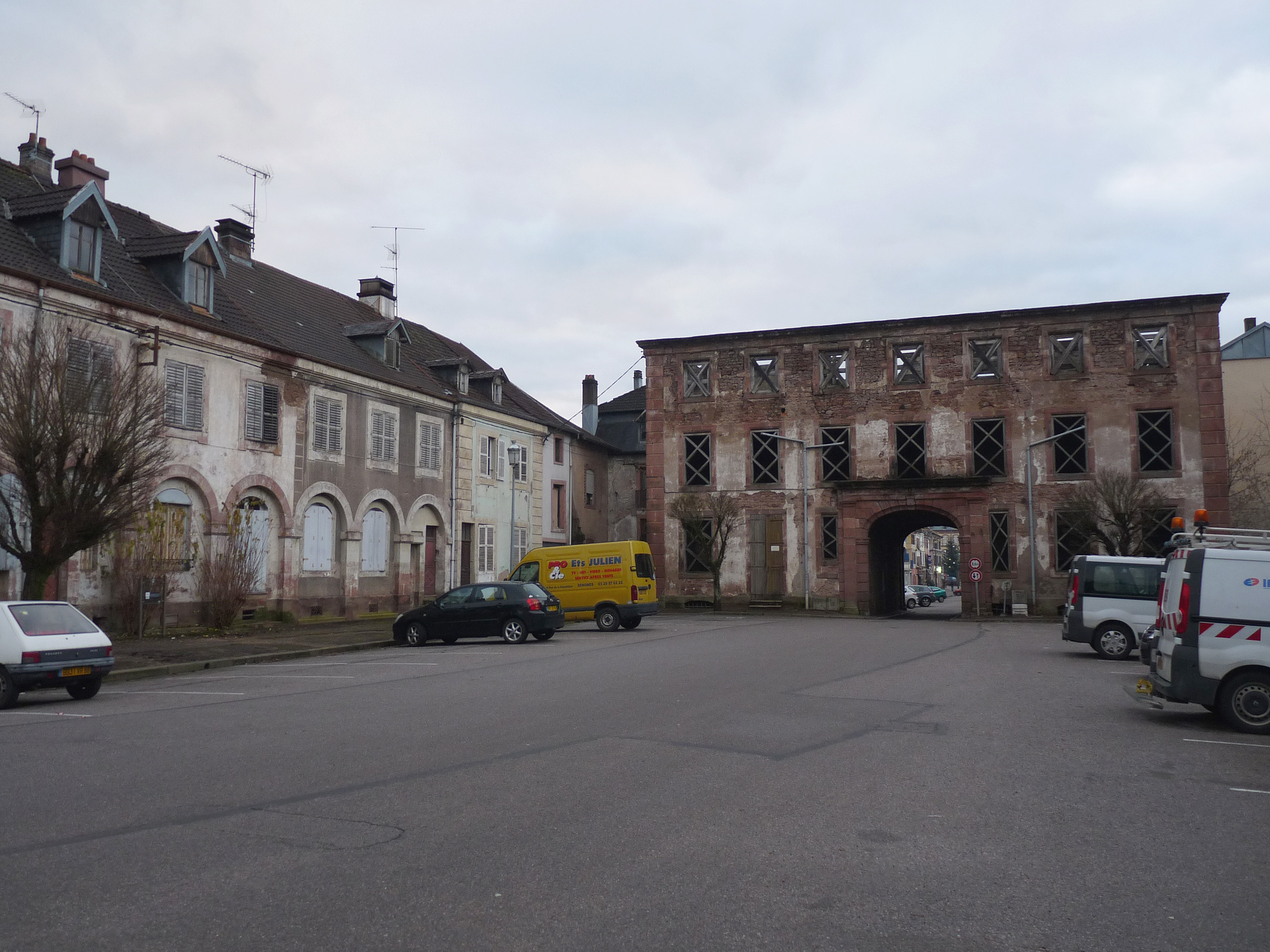
Les communs de gauche et premier château.
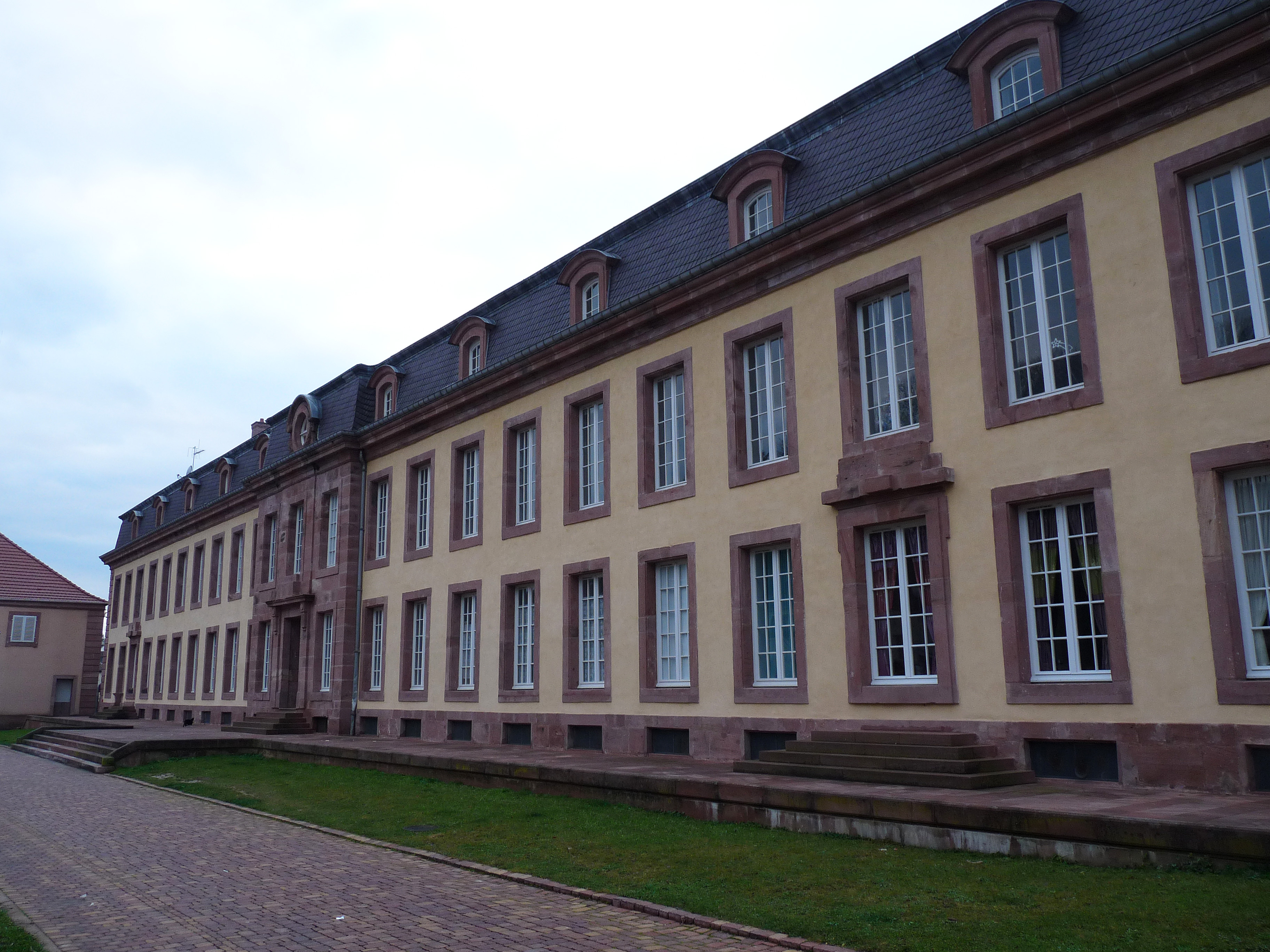
Second château (façade principale, 1).
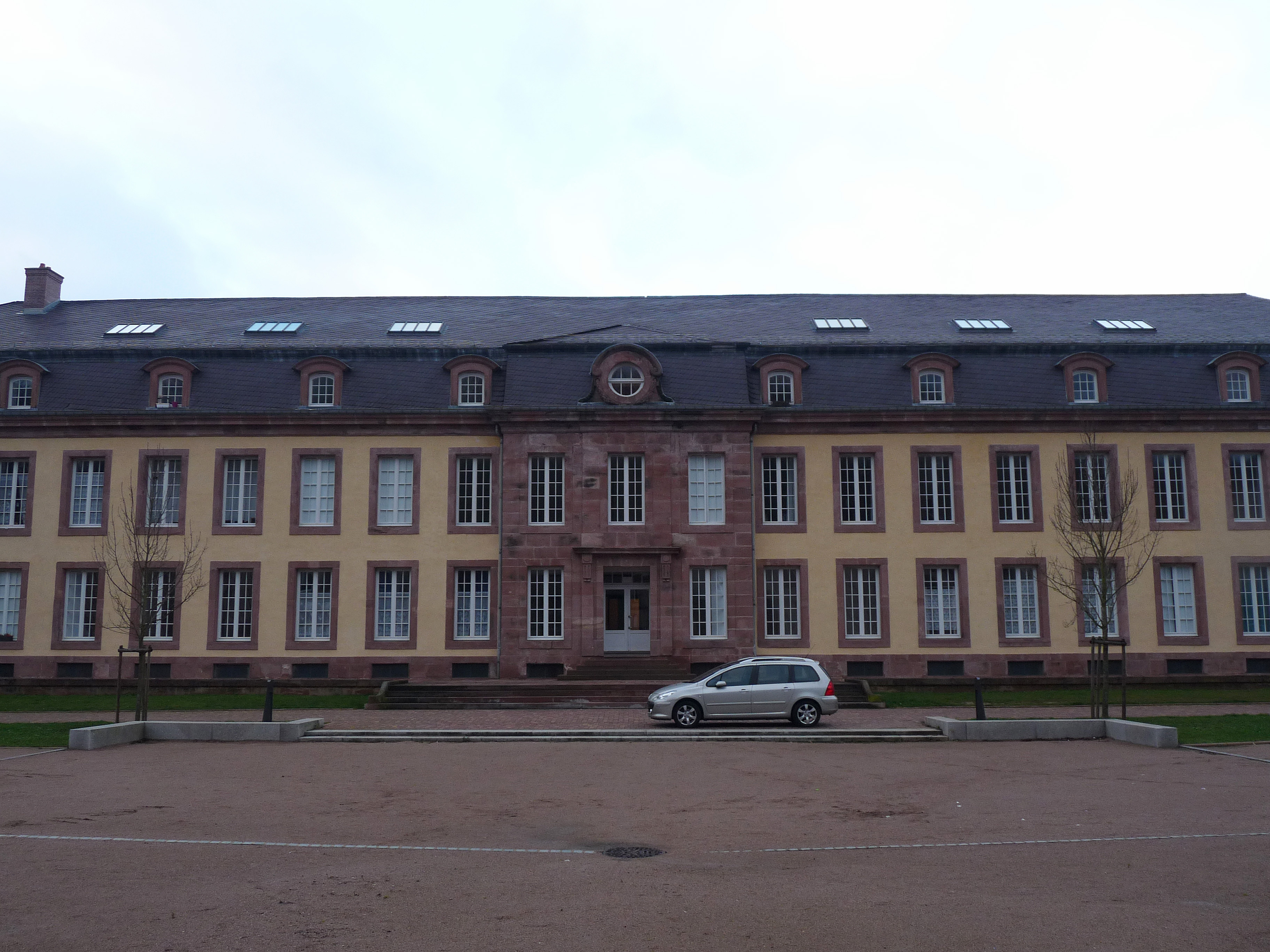
Second château (façade principale, 2).
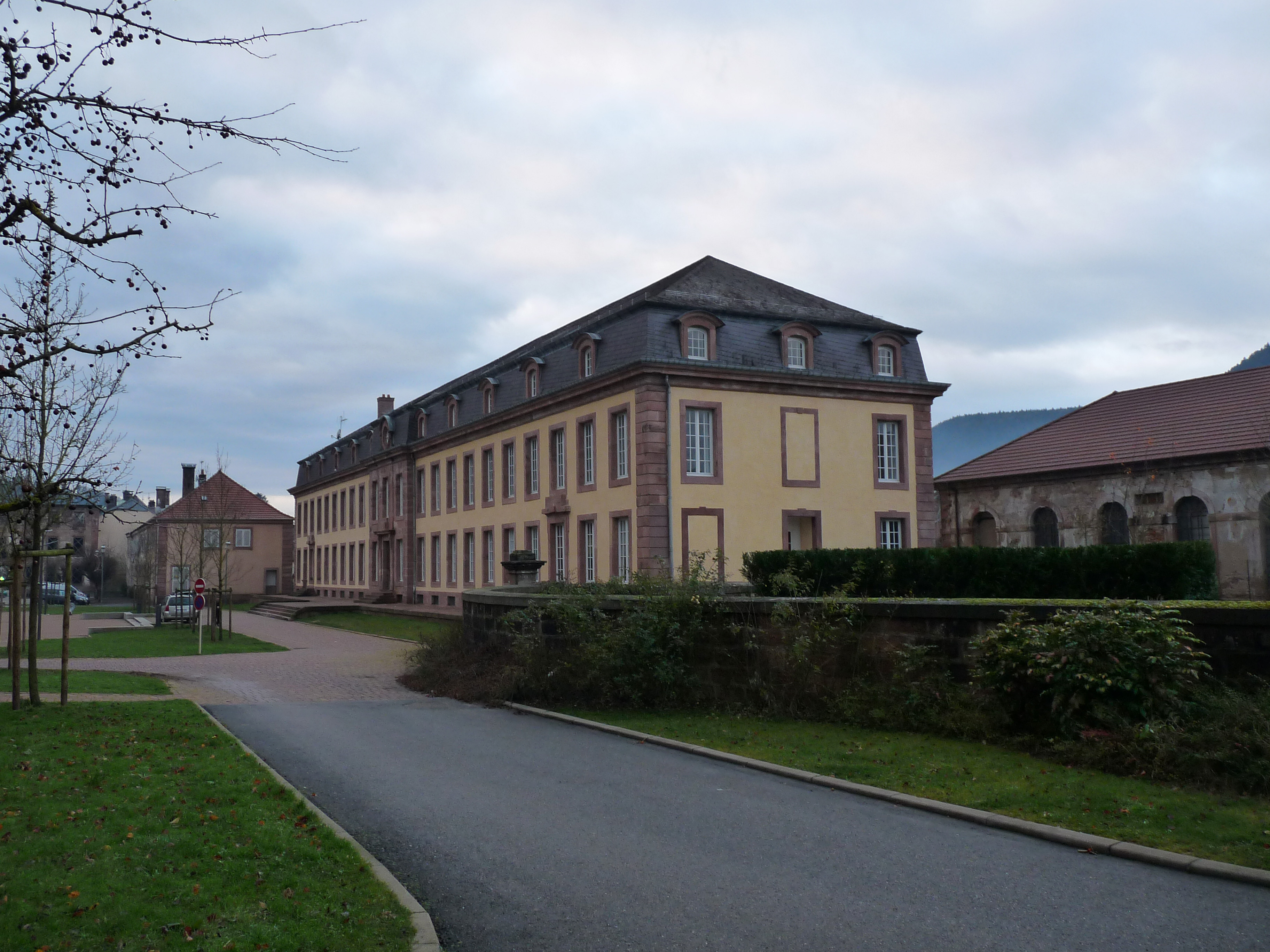
Second château (Vue de côté).
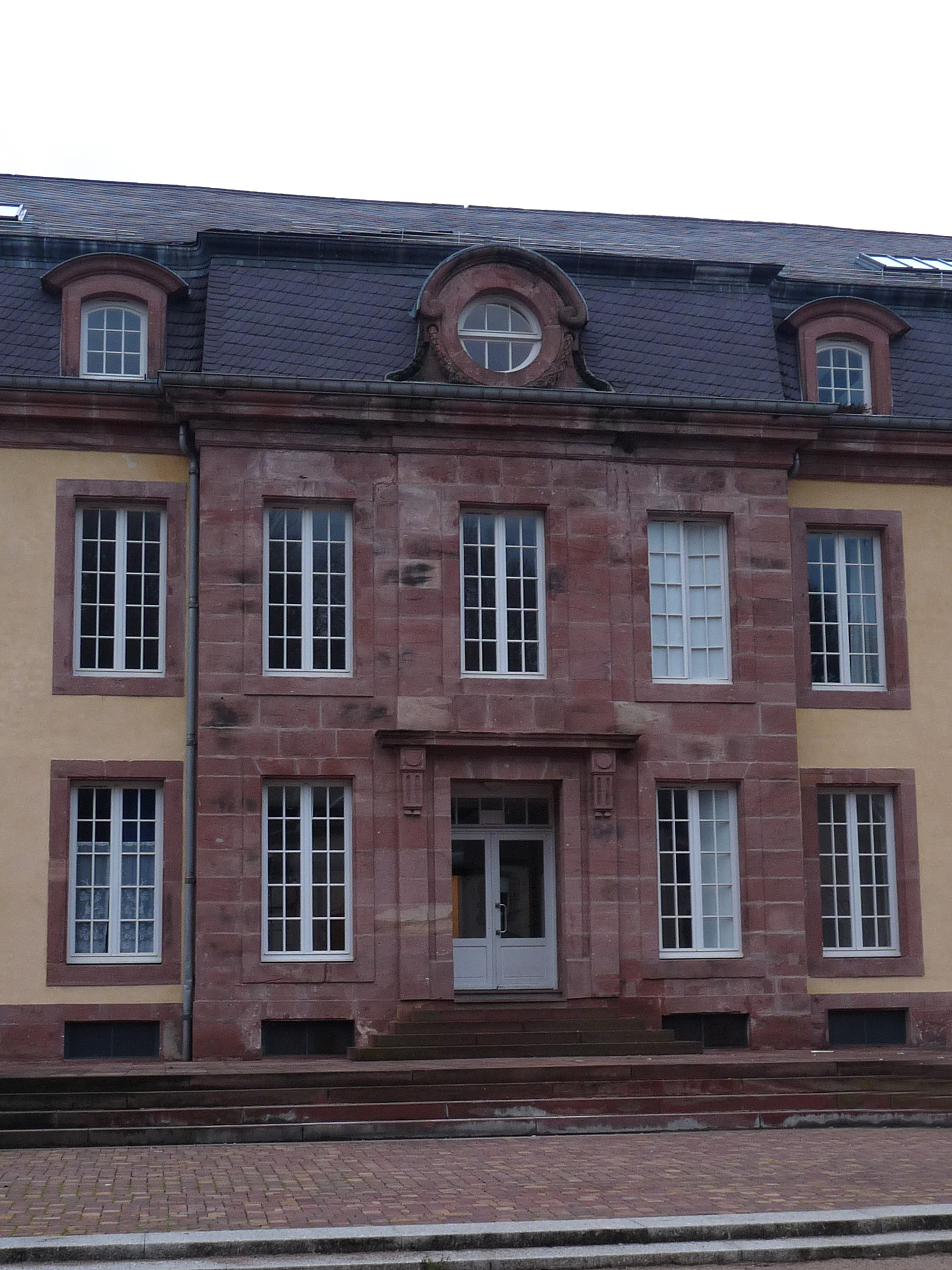
Second château (Entrée).
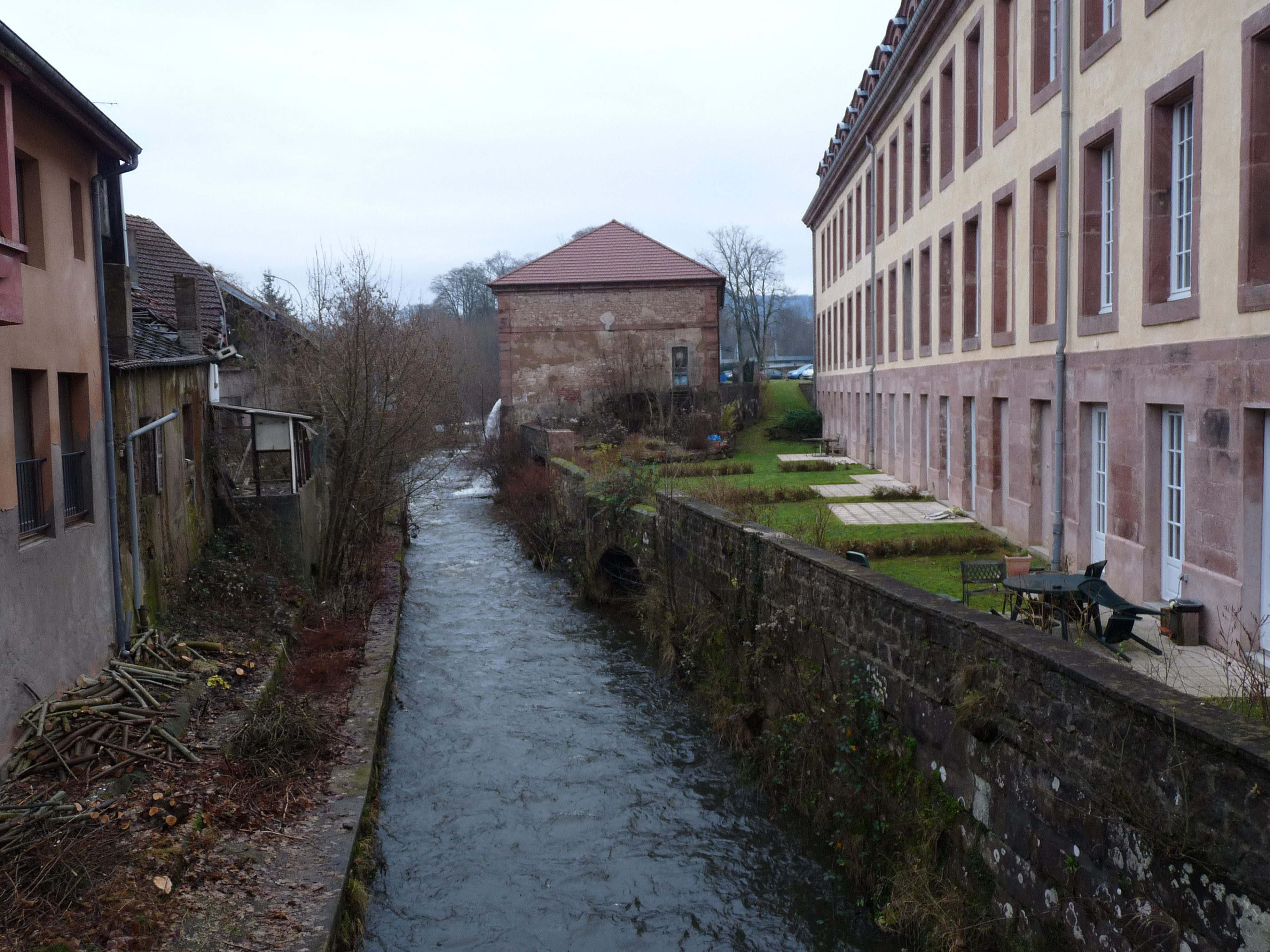
Second château (façade arrière avec le Rabodeau, 1).
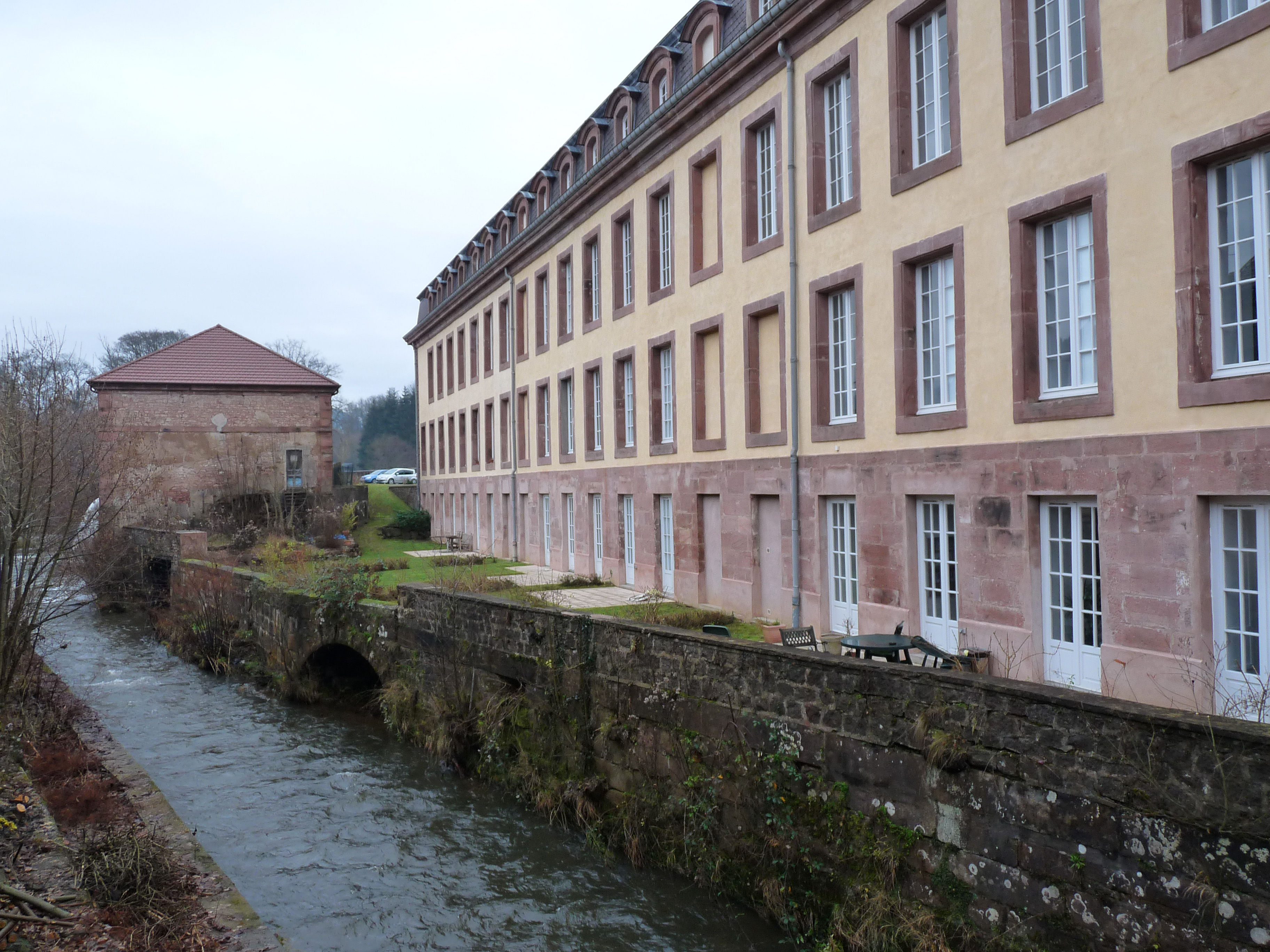
Second château (façade arrière avec le Rabodeau, 2).
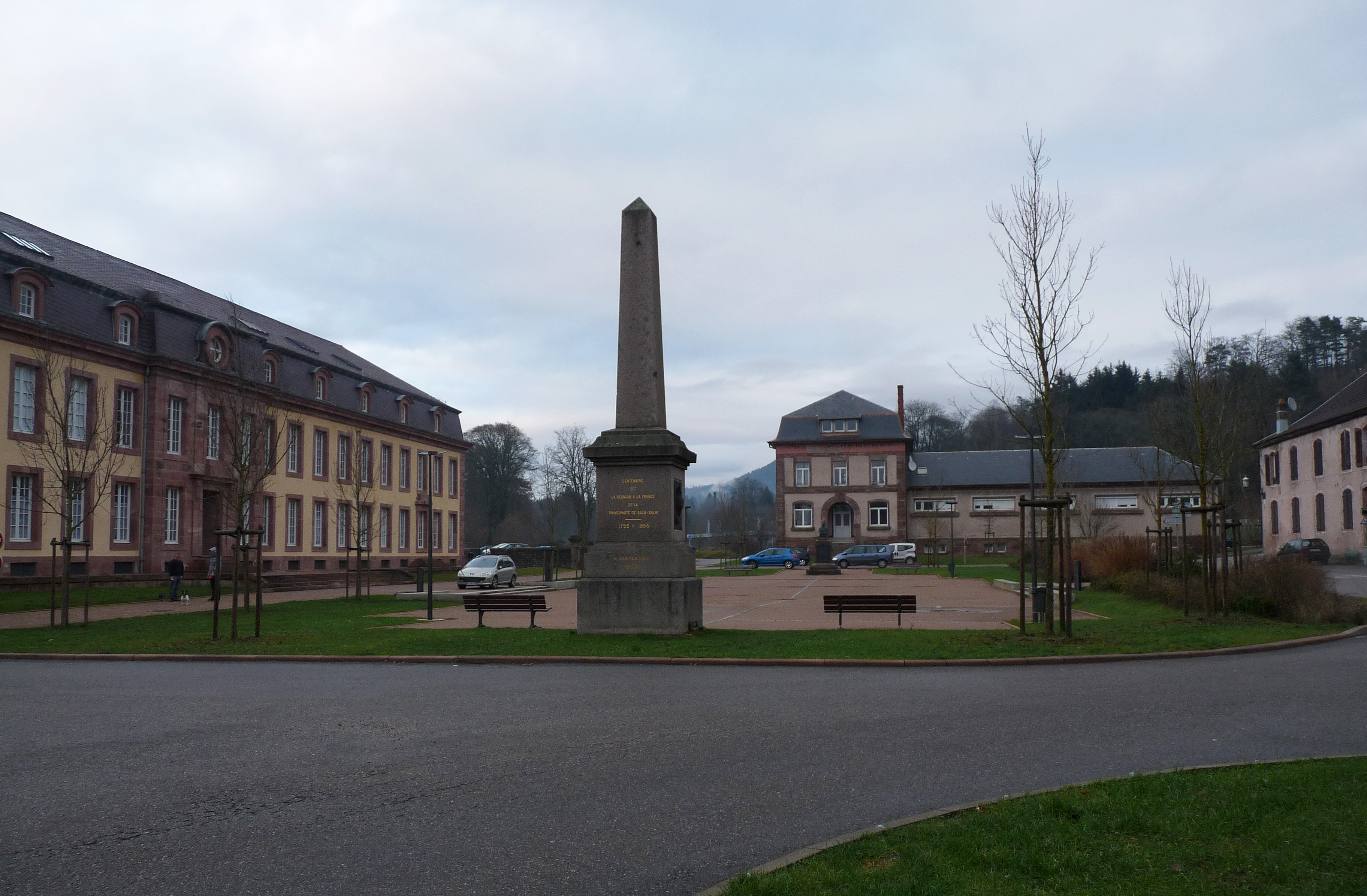
Place Charles Thumann avec le second château à gauche.
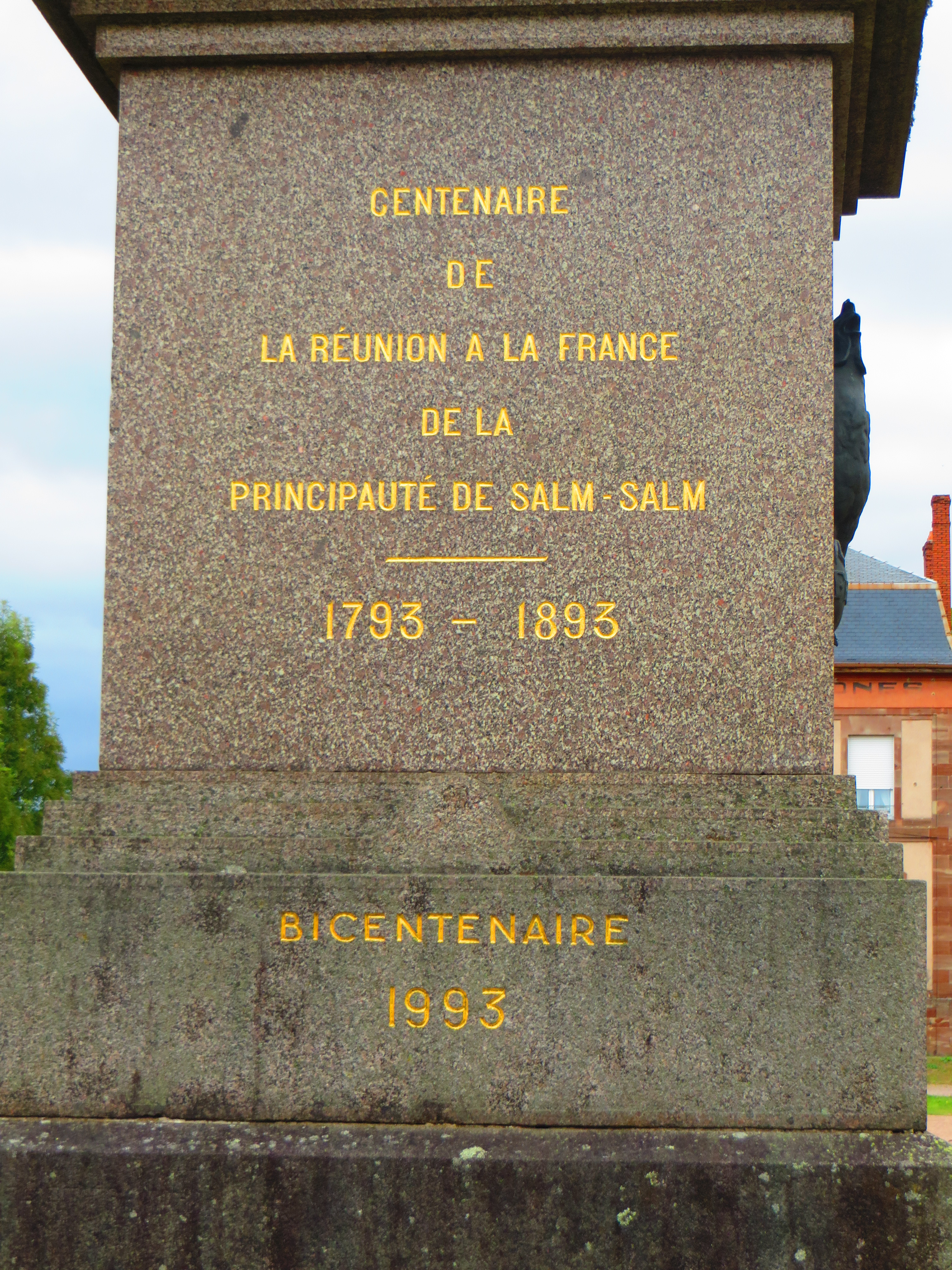
La stèle commémorative.